# Прибулець (фільм, 1989)
«Прибулець» — радянський художній фільм 1989 року, знятий режисером Пулатом Ахматовим на кіностудії «Таджикфільм».

## Сюжет
За мотивами творів Тимура Пулатова. Колишній випускник балетної школи Ахун, залишивши балет, стає завсідником східного базару. Його приваблює азарт, ризик та сама атмосфера ринку. Потрапивши у поле зору торговельних ділків, герой не наважується відмовитися від участі у змові — і гине.

## У ролях
- Шухрат Іргашев — Ахун
- Ато Мухамеджанов — головна роль
- Дімаш Ахімов — головна роль
- Барзу Абдуразаков — головна роль
- Садик Мурадов — Дауд
- Шералі Абдулкайсов — роль другого плану
- Світлана Тормахова — роль другого плану
- Йосип Риклін — вчитель

## Знімальна група
- Режисер — Пулат Ахматов
- Сценарист — Людмила Голубкіна
- Оператор — Ростислав Пірумов
- Композитор — Павло Турсунов
- Художник — Темур Алімардонов